# Rosa de Castilla, Puebla
Rosa de Castilla är en ort i Mexiko.   Den ligger i kommunen Zautla och delstaten Puebla, i den sydöstra delen av landet, 160 km öster om huvudstaden Mexico City. Rosa de Castilla ligger 2 191 meter över havet och antalet invånare är 593.
Terrängen runt Rosa de Castilla är huvudsakligen kuperad, men västerut är den bergig. Runt Rosa de Castilla är det ganska tätbefolkat, med 75 invånare per kvadratkilometer. Närmaste större samhälle är Xochiapulco, 3,8 km norr om Rosa de Castilla. I omgivningarna runt Rosa de Castilla växer huvudsakligen savannskog.